# ジム・ブリッジャー
ジム・ブリッジャー（本名ジェームズ・フェリックス・ブリッジャー、英: Jim Felix Bridger、1804年3月-1881年7月17日）は、アメリカ合衆国のマウンテンマン、罠猟師、斥候およびガイドであり、1820年から1840年の期間にアメリカ合衆国西部を探検し、罠猟をして回った。ホラ話の話し手としても良く知られている。
ジム・ブリッジャーは、コロラド州の南部となった所からカナダとの国境までロッキー山脈を歩き回っているときに遭遇した過酷な条件を生き延びることになった強い気質を持っていた。フランス語、スペイン語および幾つかのインディアンの言語で会話する能力があった。ブリガム・ヤング、キット・カーソン、ジョン・C・フレモント、ジョセフ・ミーク、およびジョン・サッターといった西部開拓時代の主要人物の多くと知り合いになった。

## 経歴

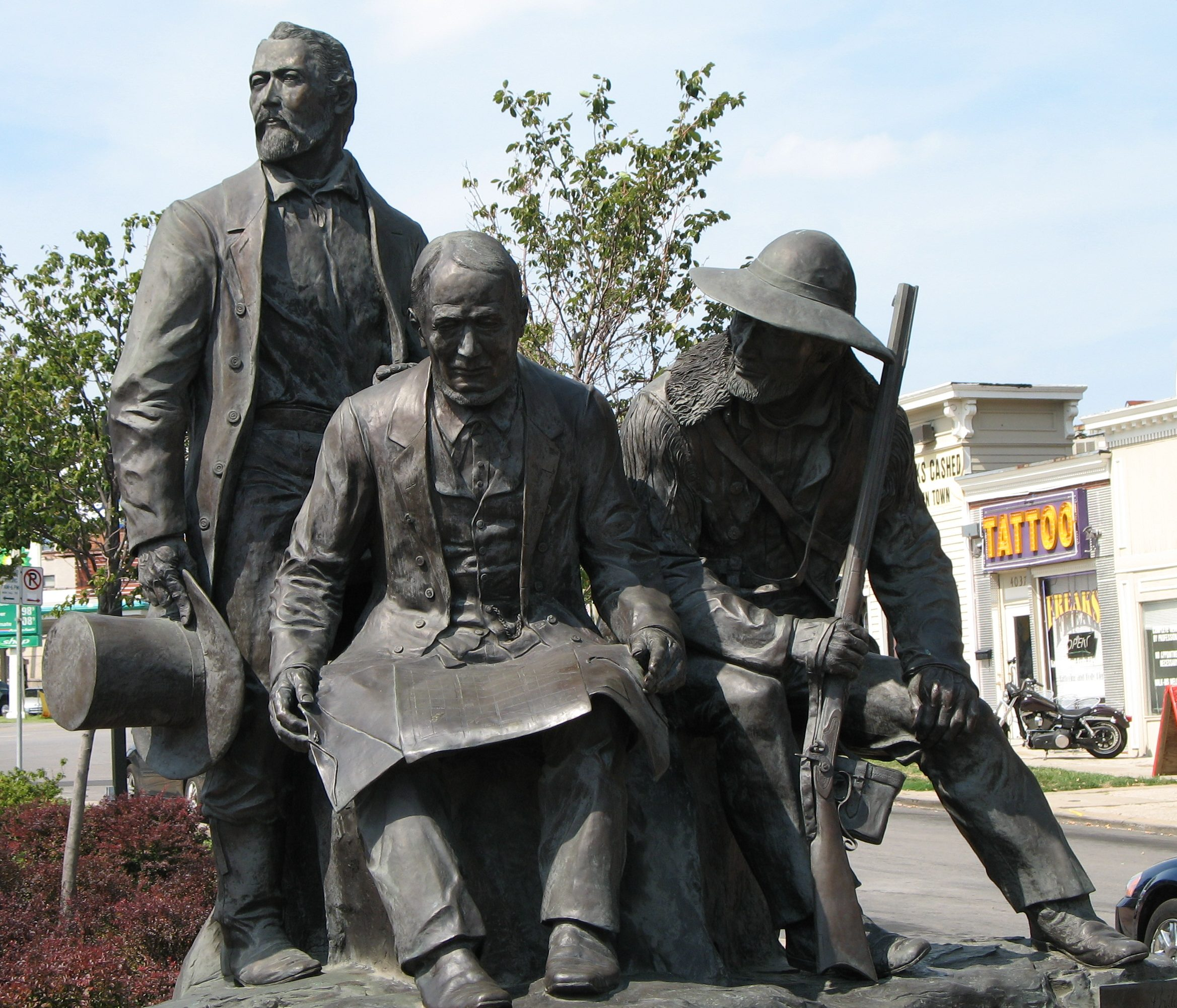
カンザスシティのパイオニア広場にある開拓者の群像、ジム・ブリッジャー（右）、ポニー・エクスプレス創始者アレクサンダー・メジャーズ（中）、カンザスシティ創設者ジョン・カルビン・マッコイ

ジム・ブリッジャーは1804年3月17日、バージニア州リッチモンドに近い宿屋で生まれた。母親のクロー・タイラー・ブリッジャーは第10代合衆国大統領ジョン・タイラーの遠縁にあたった。父親が経営する宿屋は繁盛せず、1812年の戦争の前に行われた経済的ボイコットの影響もあり、一家は貧しかった。1812年にブリッジャー家はバージニア州を離れ、西部に新生活を求めて移動し、ミズーリ川とミシシッピ川の交わるセントルイスに定住した。
ブリッジャーは17歳の1822年に、『ミズーリ・リパブリカン』紙で、当時ミズーリ新州の副知事であったウィリアム・アシュレー将軍（en）のミズーリ川上流遠征隊（en）の隊員募集の広告を見つけた。彼はアシュレーの僚友アンドルー・ヘンリー少佐を探し当て契約を結び、その多様な経歴を始めた。イエローストーン地域の間欠泉など自然の不思議さを見たことでは初の白人達の中に入っていた。1824年から1825年に掛けての冬、バッファローの皮を使った舟で旅してグレートソルト湖を見た初めてのヨーロッパ系アメリカ人として有名になった（エティエンヌ・プロボストが先だと言う議論もある）。その水が塩分を含んでいたので、ブリッジャーはそこが太平洋の一部だと信じた。
1830年、ブリッジャーとその他数人の罠猟師がアシュレーを買い上げ、ロッキー山脈毛皮会社を設立して、ハドソン湾会社やジョン・ジェイコブ・アスターのアメリカ毛皮会社と、魅力あるビーバーの生皮交易で競った。1843年、ブリッジャーとルイス・バスケスがグリーン川のブラックスフォーク西岸に後にブリッジャー砦と呼ばれることになる交易基地を建設し、オレゴン・トレイルを通る開拓者のために供した。
1835年、ブリッジャーはフラットヘッド族インディアン出身の女性と結婚し、3人の子供をもうけた。1846年に妻が死んだ後、ショショーニ族酋長の娘と結婚したが、この妻も3年後に出産のときに死んだ。1850年、ショショーニ族の娘と結婚し、さらに2人の子供をもうけた。子供達の何人かは東部に送られて教育を受けた。
1850年、サウスパスに代わる別の山岳ルートを探求していて、後にブリッジャーの峠と呼ばれることになる峠を発見し、それでオレゴン・トレイルを61マイル (98 km) 短縮できた。ブリッジャーの峠は後にユニオン・パシフィック鉄道、さらに後には州間高速道路80号線が通る所となった。
1864年、ブリッジャーはワイオミングからモンタナの金鉱原に抜ける経路として危険なボーズマン・トレイルの代わりにブリッジャー・トレイルを開発した。後にボーズマン・トレイルを塞いでいたスー族やシャイアン族インディアンに対するパウダー川遠征のときにガイドや軍隊の斥候を務めた（レッドクラウド戦争）。1865年、ブリッジャーはララミー砦で解雇された。ブリッジャーは甲状腺腫、関節炎、リューマチなど健康上の問題を抱えており、1868年にミズーリ州ウェストポートに戻った。アメリカ合衆国政府からブリッジャー砦を使ったことについて賃料を取ろうとしたがうまく行かなかった。ブリッジャーは1881年7月17日にミズーリ州カンザスシティ近くの農園で死んだ。

## 遺産

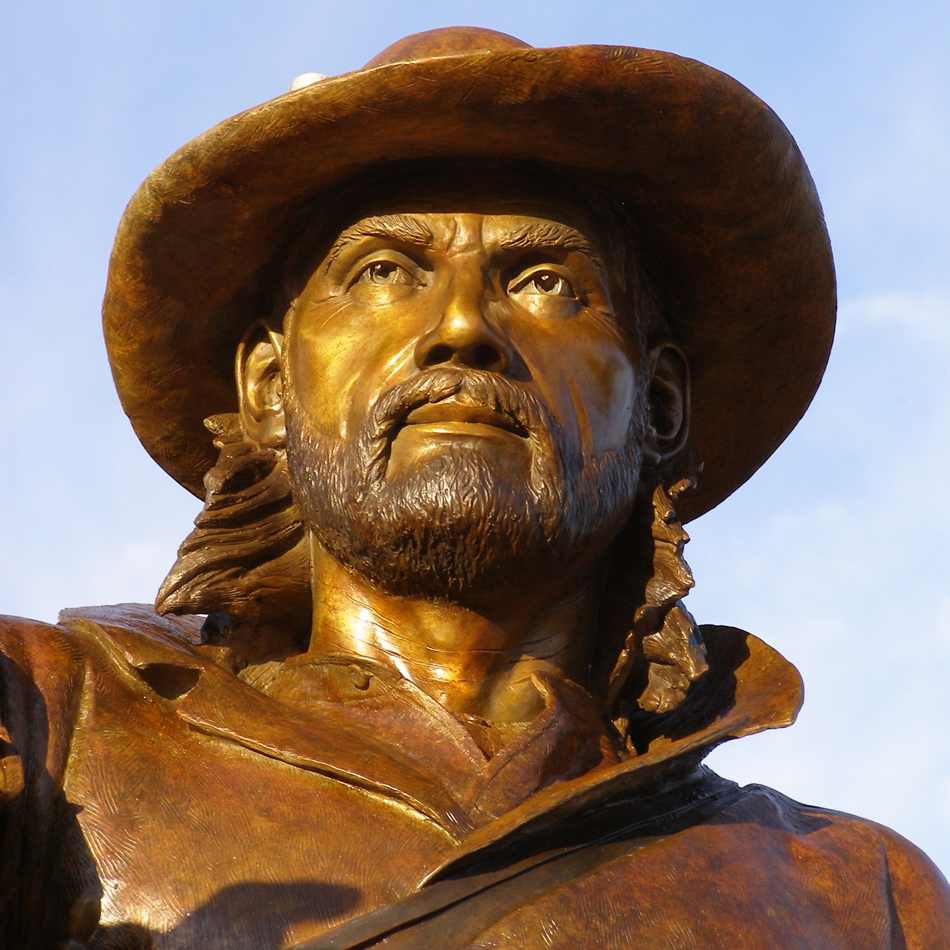
ブリッジャーの彫像、デイビッド・アラン・クラーク制作、ブリッジャー砦に立っている

ブリッジャーは生きている間もその後もホラ話の話し手として知られた。ブリッジャーの話のうち、例えばイエローストーンの間欠泉に関するものは後に真実だと分かった。他の話は明らかに面白がらせる意図があった。ブリッジャーの話の一つに「石になった森」があった。そこでは「石になった鳥」が「石になった歌」を歌っていた（ただしブリッジャーはイエローストーン国立公園となった所のタワージャンクションで石化した樹木を見た可能性がある）。長年にわたってブリッジャーはホラ話に親しんでいたので、他人が考案した多くの話も彼のものだとされてきた。
おそらく騙されやすい人を相手にブリッジャーが話した得意話の1つは、100人のシャイアン族戦士に追跡されたことだった。ブリッジャーは数マイルも追われた後で、峡谷の行き止まりに来てしまい、インディアンたちが迫ってきた。ここでブリッジャーが黙ってしまうので、聞き手は「それでどうなったんです、ブリッジャーさん」と先を急がせると、ブリッジャーは「奴らは私を殺してしまったんだ」(They kilt me.)と答えた。
NBCのテレビ番組ウォルト・ディズニーの色彩の素晴らしい世界で1977年に放送された『キット・カーソンとマウンテンマン』で、西部劇俳優グレッグ・パーマーがブリッジャーを演じた。クリストファー・コンリーがキット・カーソンを演じ、ロバート・リードがジョン・C・フレモントの役だった。それよりも早く1961年5月10日にNBCで放送の『駅馬車隊』の『ジム・ブリッジャーの話』ではカール・スウェンソンがブリッジャーを演じた。
2009年の映画『イングロリアス・バスターズ』では、ブラッド・ピットの演じたアルド・レインがブリッジャーの子孫だとされている。
2015年の映画『レヴェナント: 蘇えりし者』では、ウィル・ポールターがブリッジャーを演じている。

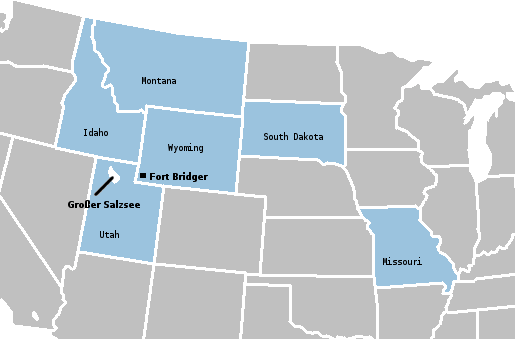
ジム・ブリッジャーが多く住んだ地域

## ジム・ブリッジャーに因む地名
- ブリッジャー砦
- ワイオミング州フォートブリッジャー
- モンタナ州ブリッジャー
- ワイオミング州ブリッジャー山地
- モンタナ州ブリッジャー山地
- ブリッジャー自然保護区域
- ブリッジャー・ボウル・スキー地域
- ブリッジャー・テトン国立の森